# Tutto il resto è noia (brano musicale)
Tutto il resto è noia è un brano musicale del cantautore italiano Franco Califano, incluso nell'album omonimo del 1977.

## Tracce
Testi e musiche di Frank Del Giudice e Franco Califano.
1. Tutto il resto è noia – 4:32

## Cover di Noemi e Tony Effe
Nel 2025 Noemi e Tony Effe hanno reinterpretato Tutto il resto è noia al 75° Festival di Sanremo nella serata dedicata alle cover, classificandosi al ventunesimo posto al termine della serata.
La reinterpretazione dei due artisti è stata successivamente inserita nella versione digitale dell'album Nostalgia di Noemi.